# Râul Urlătoarea Mică, Poarta
Râul Urlătoarea Mică este un curs de apă, unul din brațele care formează râul Poarta. 

## Hărți
- Harta județului Brașov